# 皮尼奥拉
皮尼奥拉（義大利語：Pignola），是意大利波坦察省的一个市镇。总面积55平方公里，人口6563人，人口密度119.3人/平方公里（2009年）。ISTAT代码为076062。